# Bruno Thiry
Bruno Thiry (8 de octubre de 1962, St. Vith, Province of Liège), es un piloto de rally belga, actualmente retirado que ha competido en el Campeonato Mundial de Rally y el Campeonato de Europa de Rally. Fue campeón de Europa en 2003.

## Trayectoria

### Resultados completos WRC
| Año  | Equipo                     | Coche                   | 1       | 2       | 3       | 4       | 5       | 6       | 7       | 8       | 9      | 10     | 11      | 12    | Pos. | Puntos |
| ---- | -------------------------- | ----------------------- | ------- | ------- | ------- | ------- | ------- | ------- | ------- | ------- | ------ | ------ | ------- | ----- | ---- | ------ |
| 1989 | Bruno Thiry                | Audi 90 quattro         | COR 13  |         |         |         |         |         |         |         |        |        |         |       | -    | 0      |
| 1991 | Opel Team Belgium          | Opel Kadett GSI 16V     | FIN Ret | ITA 12  |         |         |         |         |         |         |        |        |         |       | -    | 0      |
| 1992 | Bruno Thiry                | Opel Calibra 16V        | FRA Ret |         |         |         |         |         |         |         |        |        |         |       | 17º  | 17     |
| 1992 | Opel Team Belgium          | Opel Calibra 16V        |         | ITA 9   |         |         |         |         |         |         |        |        |         |       | 17º  | 17     |
| 1992 | Opel Team Belgium          | Opel Kadett GSI 16V     |         |         | CDM 2   |         |         |         |         |         |        |        |         |       | 17º  | 17     |
| 1993 | Opel Team Belgium          | Opel Astra GSI 16V      | MON 8   | POR 10  | FRA Ret | GRE Ret | FIN 18  | ITA 5   | ESP 7   |         |        |        |         |       | 17º  | 16     |
| 1994 | Ford Motor Co Ltd.         | Ford Escort RS Cosworth | MON 6   | POR Ret | FRA 6   | ARG 4   | FIN Ret | ITA 4   | GBR 3   |         |        |        |         |       | 5º   | 44     |
| 1995 | R.A.S. Ford                | Ford Escort RS Cosworth | MON 5   | ZWE 6   | POR 6   | FRA Ret | NZL Ret | AUS 6   | ESP Ret | GBR 5   |        |        |         |       | 6º   | 34     |
| 1996 | Ford Motor Co Ltd.         | Ford Escort RS Cosworth | GRE 6   | ARG 5   | FIN 11  | AUS 6   | ITA 3   | ESP 3   |         |         |        |        |         |       | 6º   | 44     |
| 1997 | Seat Sport                 | Seat Ibiza GTI 16V      | ESP Ret |         |         |         |         |         |         |         |        |        |         |       | -    | 0      |
| 1997 | Gazprom Rally Team         | Ford Escort WRC         |         | GBR Ret |         |         |         |         |         |         |        |        |         |       | -    | 0      |
| 1998 | Ford Motor Co Ltd.         | Ford Escort WRC         | MON 6   | SUE 8   | ESP Ret | FRA 5   | ARG Ret | GRE Ret | NZL Ret | FIN 10  | ITA 6  | AUS 7  | GBR 3   |       | 9º   | 8      |
| 1999 | Subaru World Rally Team    | Subaru Impreza WRC99    | MON 5   | ZWE 10  | KEN Ret | POR 6   | ESP 7   | FRA Ret |         |         |        |        |         |       | 14º  | 6      |
| 1999 | Škoda Motorsport           | Škoda Octavia WRC       |         |         |         |         |         |         | GBR 4   |         |        |        |         |       | 14º  | 6      |
| 2000 | H.F. Grifone               | Toyota Corolla WRC      | MON 5   |         |         |         |         |         |         |         |        |        |         |       | 17º  | 2      |
| 2001 | Škoda Motorsport           | Škoda Octavia WRC Evo 2 | MON 8   | ZWE 10  | POR Ret | ESP 10  | ARG Ret | CYP 8   | GRE 10  | KEN Ret | FIN 18 | ITA 13 | FRA Ret | GBR 8 | -    | 0      |
| 2002 | Bruno Thiry                | Peugeot 206 WRC         | MON 11  | FRA Ret |         |         |         |         |         |         |        |        |         |       | 15º  | 2      |
| 2002 | Peugeot Bastos Racing Team | Peugeot 206 WRC         |         |         |         | ESP Ret | CYP Ret | GRE 12  | DUI 5   | ITA 13  |        |        |         |       | 15º  | 2      |